# Вернулся
«Верну́лся» (укр. «Повернувся») — картина украинского советского художника Сергея Григорьева, создана в 1953—1954 годах. Находится в коллекции Государственной Третьяковской галереи. Картина изображает отца, вернувшегося в семью, которую он когда-то бросил.
Полотно «Вернулся» было впервые представлено на московской выставке, посвящённой 300-летию воссоединения Украины с Россией и вызвало острые дискуссии среди зрителей. Советские искусствоведы (например, Г. Н. Карклинь) и деятели изобразительного искусства 50—80-х годов XX века (в частности, В. С. Климашин) отмечали большой воспитательный потенциал картины художника и его мастерство в изображении красоты советской женщины. Московский искусствовед А. М. Членов в своей статье о картине писал в 1954 году: «„Вернулся“ — большой шаг на пути возрождения традиций настоящей жанровой живописи. Её появление — крупное событие в советском изобразительном искусстве». Полотно «Вернулся» вызывает интерес и неоднозначные оценки искусствоведов постсоветской Украины.

## История создания и судьба картины
В 1954 году Григорьев закончил одно из своих наиболее известных произведений, наряду с более ранними картинами «Вратарь» (1949) и «Приём в комсомол» (1949), — картину «Вернулся». В ней он использовал как сюжет возвращение в семью «блудного» родственника, по-новому, остро поставив вопрос о его моральном облике, а заодно и о советской семье на рубеже позднего сталинизма и хрущёвской оттепели.
К этому времени художник достиг вершины своей известности. В 1950 году ему была присуждена Сталинская премия II степени за картины «Вратарь» и «Приём в комсомол», присвоено звание народного художника УССР (1951), он был награждён орденом Трудового Красного Знамени. В 1951 году Григорьеву вновь была присуждена Сталинская премия II степени за картину «Обсуждение двойки». В 1951—1955 годах он — ректор Киевского художественного института и руководитель мастерской жанровой живописи в этом вузе. В 1952 году  вновь награждён орденом Трудового Красного Знамени. С 1952 года  исполнял обязанности главы секции живописи Союза художников УССР, а в 1954 году избран членом-корреспондентом Академии художеств СССР.
Картина «Вернулся» выполнена в технике масляной живописи по холсту. Размер полотна — 130 на 140 сантиметров. Справа внизу находится подпись автора — «Григорьев С. А.», ещё один автограф находится на обороте полотна — «Григорьев С. А. Киев  1953—54 г.». Картина впервые  была представлена широкому зрителю на московской выставке, посвящённой 300-летию воссоединения Украины с Россией. Она была приобретена Государственной Третьяковской галереей в 1957 году у самого автора и в настоящее время входит в её коллекцию. Инвентарный номер полотна в коллекции музея — ЖС-129. Картина была представлена на выставках в Киеве, Москве и Симферополе в 1954 году, на Всероссийской выставке 1955 года в Москве, а также в Дамаске, Бейруте и Каире, в 1957 году в Киеве и Москве, в 1973 году в Киеве, в 1979 году в Киеве и Москве.
Над созданием картины «Вернулся» Григорьев работал несколько лет. Замысел картины возник в 1951 году. Доктор искусствоведения, историк украинского искусства конца XIX—XX веков В. А. Афанасьев связывает его возникновение с исполнением художником в это время обязанностей депутата городского совета. Григорьев чаще обычного стал сталкиваться с драмами личной жизни граждан и задумываться над их причинами и последствиями. В то время художники не уделяли внимания семейным проблемам - господствовало мнение, что советская жанровая картина в первую очередь отражает общественный быт людей. Тема нового произведения, количество персонажей, их возрастные характеристики и основные взаимоотношения были определены художником в самом начале работы над полотном.
Обычно Григорьев каждую свою новую крупную работу готовил к показу на ежегодной Всесоюзной художественной выставке. Провал полотна «Энтузиасты Каховки» на выставке 1951 года заставил его более серьёзно подойти к картине «Вернулся». На этот раз художник почти три года работал над достоверным изображением психологической связи между персонажами, выразительностью каждой детали, целостностью и убедительностью повествования. Первые наброски, в большом количестве созданные художником, относятся к концу 1951 и началу 1952 года. В своей книге о творчестве Григорьева А. М. Членов писал, что композиция не один раз изменялась художником. Происходило это не только на стадии эскизов, но и в процессе создания самой картины. Искусствовед упоминает о наличии эскизов, на которых присутствует ещё одна фигура, — няня, кормящая девочку. Он считал, что такая версия была отвергнута художником, так как противоречила драматическому характеру замысла. В другом варианте девочка дотрагивалась до отца, пытаясь заглянуть ему в лицо. Этот вариант был забракован художником как неоправданно сентиментальный. Искусствовед Галина (Инга) Карклинь утверждала, что первоначально замысел художника был связан с благополучным разрешением изображённого на полотне конфликта. Об этом, по её мнению, свидетельствует и первоначальное название полотна — «Возвращение в семью». В процессе работы художник изменил свою трактовку сюжета, отказавшись от однозначности решения конфликта и изменив изображённое на картине отношение к главному герою членов его семьи. Фотоснимок 1953 года запечатлел на картине, которая тогда ещё находилась в работе, отсутствие коврика с детским сервизом,  кресло с куклой было повёрнуто лицом к зрителю, а кукла  держала в руках книжку с надписанным названием — «Верность». Вместо дивана и полочки был изображён дорогой шкаф. Мальчик стоял в театральной позе, глядя на отца свысока, демонстрируя своё осуждение поступка отца. Сам Григорьев в одном из писем с досадой написал, что «мальчик несколько играет на публику. Вероятно, надо ввести момент, что ему одновременно неловко». Женщина сидела в позе судьи, которая выносит приговор обвиняемому.
В. А. Афанасьев подробно анализирует в своей книге 1967 года один из эскизов, относящийся к 1952 году. Он считал, что в это время Григорьева волновала «сама по себе человеческая драма». На эскизе на первом плане (как и в окончательном варианте), погрузившись в размышления, сидит виновник этой драмы. Тронутая его горем девочка участливо заглядывает ему в лицо. В глубине картины находятся мать и старший сын. Мать осуждающе смотрит на своего непутёвого мужа, но трогательное отношение девочки к отцу  заставляет её призадуматься. Афанасьев оценивал эту морально-этическую концепцию картины как «примитивное: „нехорошо так поступать“». Ещё один недостаток этого  варианта искусствовед видел в подчёркивании материального достатка семьи, оставшейся без отца, что, по его мнению, снижало остроту конфликта в картине.
Художник Фёдор Решетников, один из видных представителей соцреализма, лауреат двух Сталинских премий, настаивал в своей статье, посвящённой картине «Вернулся» на том, что супруга в окончательной версии картины не только осуждает бросившего её мужа, но и понимает его слабость, а судят этого человека зрители. Советский искусствовед М. А. Немировская отмечала неясность окончательного решения конфликта художником в картине.
А. М. Членов в книге о творчестве Григорьева противопоставлял эту картину всем  предшествующим произведениям художника. В них Григорьев шёл от общего к частному, рассматривая это как иллюстрацию к заранее сформулированной мысли. В этой же картине он отталкивался от характеров и переживаний своих героев. Раньше его героями были дети и молодёжь, в этой картине основными персонажами являются взрослые люди.

## Сюжет и его трактовка художником
После долгого отсутствия отец, бросивший свою супругу с двумя детьми, решил вернуться в семью. Именно эту встречу на своей картине запечатлел художник. Легкомысленный поступок отца повлёк за собой серьёзные последствия. Он стал чужим для семьи. По мнению искусствоведа Г. Н. Карклинь, зритель сначала испытывает невольную жалость и даже некоторую симпатию к внутренне опустошённому человеку, изображённому на переднем плане полотна, но жалость и симпатия исчезают при более тщательном рассмотрении отдельных деталей изображения. Вину перед семьёй герой пытается загладить самым простым путём —  подарками старается привлечь на свою сторону детей. Карклинь отмечала двойственность изображения художником одежды персонажа. С одной стороны, он показан успешным деловым человеком (у него новый, только что купленный дорогой портфель, одет он в престижную кожанку и шляпу), с другой стороны, его кожанка поношена, а шляпа — ветхая. Карклинь выделяла в своей книге о творчестве художника детали композиции, раскрывающие отношение семьи к отцу и мужу: одинокая женская фотография на стене находится рядом с тёмным пятном, где, вероятно, долгое время висела парная фотография любящего и любимого супруга, бросившего семью; детский столик занимают отцовские подарки детям, к которым они так и не притронулись. А. М. Членов в статье о картине даже определил по степени выгорания пятна от фотоснимка срок, который, по его мнению, прошёл со времени ухода супруга из семьи и снятия его фотографии со стены, — два - три года. По мнению Членова, печальное лицо героини зритель, по замыслу художника, должен сопоставить с фотографией смеющейся комсомолки (то же лицо, но много лет назад, во времена семейного счастья) на стене.
А. Членов в своей статье о картине, опубликованной в газете «Известия», делал акцент на скромном интерьере комнаты. Стол, за которым сидит женщина, служит и обеденным, и рабочим (на нём расположены и  чайник,  и ножницы, и ученические тетради). Художник и иллюстратор В. С. Климашин в 1954 году в статье, посвящённой картине Григорьева, задался целью реконструировать сцену, происходившую «за пять минут» до изображённой на полотне. Он так восстанавливает эти события: девочка, сидя на полу, угощала из игрушечной чашки плюшевого медвежонка. За маленьким столиком рядом с ней сидела кукла. Усталая мать, пришедшая с работы, проверяла уроки у сына и собиралась заштопать чулки дочери. Неожиданно раскрылась дверь. Отец после двухлетнего отсутствия вошёл в когда-то брошенный им дом, сел, оробев под пристальными взглядами домочадцев, на дочкин столик, и положил на него за спину приготовленные, но так и не вручённые детям подарки. Дочка спряталась за мать, а сын обошёл вокруг стола и встал рядом с матерью.
Г. Н. Карклинь в своей книге о творчестве Григорьева подчёркивала, что художник уделяет большое внимание психологической разработке образов, подчеркивает индивидуальные черты характера каждого персонажа. По мнению художественного критика, супруга изображена как всё ещё молодая и привлекательная женщина, но мать двоих детей, надломленная семейной драмой (Климашин отмечает, что фигура и лицо женщины изображены художником «с живописным блеском и ласковой кистью»). Её образ вызывал живой отклик у советского зрителя. Накинутая на плечи форменная куртка, по мнению Карклинь, указывает, что женщина работает горным инженером. С её точки зрения, в замысел художника входило показать женщину, оставшуюся без мужа, как  мать,  которая посвятила свою жизнь детям. Она смогла обеспечить им счастливое детство: старшему сыну дала возможность получать образование, а маленькой дочери - радость общения с близким и любящим её человеком (об этом, с точки зрения Карклинь, говорят личные предметы детей, показанные на картине — многочисленные игрушки дочери, разложенные на столе учебники сына). Лицо женщины отмечено страданием и сильным волнением — она застигнута врасплох, но в упор смотрит на бывшего мужа. Григорьев сразу определился с выбором натурщицы (только на то, чтобы запечатлеть её лицо, он потратил сорок семь сеансов), но долго работал над тем, как встроить её фигуру в композицию полотна. В мастерской художника сохранилось много этюдов к образу женщины: горюющая, сердитая, испуганная, озабоченная, настороженная, отвергающая, убитая горем, прощающая, растерянная; сидящая с руками на коленях, облокотившись на стол, или опираясь на щёку рукой, стоящая с прижавшимся к ней мальчиком. На одном из этюдов женщина сидит спиной к зрителю, раскинув локти, сцепив пальцы рук и положив на них голову. По-разному на эскизах была выполнена одежда женщины —  она одета в чёрное платье, в пёстрый халат, в зелёную кофту. Менялся и её возраст — на одном этюде она изображена молодой; на другом — пожилой, на третьем — ей около сорока пяти лет.
Художник Фёдор Решетников в статье о картине отмечает, что тяжёлый ботинок отца стоит рядом с хрупким игрушечным сервизом его дочери. Пепел его дымящейся папиросы падает на цветной коврик рядом с детским фарфоровым набором. Неуместность этого соседства, с точки зрения Решетникова, даёт острое ощущение опасности для ребёнка от вторжения в его хрупкий мир неурядиц родителей. Приход отца нарушил покой семьи и внёс в неё острый конфликт. Жена смотрит на беспутного супруга с горьким упрёком. Белокурая девочка, игравшая на коврике с детским комплектом фарфоровой посуды, бросила свою игру и, зажав в руках любимого медвежонка, спряталась за стул, на котором сидит мать. Она смотрит исподлобья пристально и с недоверием на отца, которого почти не знает и не помнит. Художник показывает, что девочка отвергает саму возможность появления этого человека в дружной семье. Сын-подросток полностью поддерживает мать. С точки зрения Карклинь, мальчик всё знает и хорошо помнит своего отца - разрыв между родителями произошёл в прошлом прямо на его глазах. По мнению критика, об отношении мальчика к отцу говорят враждебная поза мальчика, его мрачный и направленный вниз взгляд. Членов отмечал чувство неловкости у мальчика, переданное художником. В одной руке у подростка блокнот, другой он нервно теребит рукав. Отец подавлен негостеприимным приемом, который ему оказали в семье. Он растерянно присел на детский столик и рассеянно закурил папиросу. Герой картины рассчитывал на примирение, но теперь понимает, что оно, вероятно, не состоится. Карклинь отмечала мастерство в изображении художником поникшей грузной фигуры. По её мнению, художник тонко и ненавязчиво сообщает зрителю некоторую информацию о жизни главного героя вне семьи: тронутая сединой голова, одутловатое, преждевременно состарившееся лицо.
Л. О. Лотиш в своей статье от 2013 года «Новации С. А. Григорьева в преподавании жанровой живописи и „режиссёрский“ метод создания жанровой картины» отметил, что Сергей Григорьев находился во время создания полотна «Вернулся» под сильным влиянием театра и кино. Советский кинематограф 1950-х годов был насыщен лентами, созвучными жанровым произведениям художника. Как и  режиссёр детских кинофильмов, художник для подбора «персонажей» и «главных героев» своих картин направился в среднюю художественную школу, которая находилась на территории Киевского художественного института. Учащиеся этой школы уважали и охотно позировали  известному художнику. На использование «режиссёрского подхода» в работе над сюжетной картиной Григорьева вдохновляли знакомые писатели и театральные деятели. С театральной богемой он активно общался во время своей работы в Комитете по присуждению Сталинских премий, где, по мнению Лотиш, смог ознакомиться с режиссёрской практикой МХАТа. Художник сопоставлял мизансцены школы Станиславского с жанровыми полотнами классиков реализма, находил общие черты построения их картин и расположения актёров на сцене в тот или иной момент спектакля, пытался найти и изобразить подлинные эмоции.

## Советская и современная художественная критика и зрители о картине
Картина «Вернулся» сразу же привлекла к себе внимание не только художественных критиков, но и рядовой зрительской аудитории, вызвала полемику. А. Членов писал о картине в 1954 году:

«Художник не скрывает ни слабостей своих героев, ни тяжести их переживаний, глядя на картину, мы понимаем, что решение может быть не одно, что узел, запутанный годами, не разрубишь легко за одну минуту. Мы задумываемся над всей прошлой жизнью этих людей, над тем, какая серьёзная и непростая вещь умение построить настоящую семью»— А. М. Членов. Вернулся
Художник Фёдор Решетников так воссоздавал в 1970 году атмосферу, сложившуюся вокруг картины на выставке 1954 года:

«Когда на выставке 1954 года украинский художник С. А. Григорьев впервые показал зрителям картину „Вернулся“, о ней заговорили. Зал, где была она вывешена, был полон народу. Люди не спешили отойти от картины. А после бывало, что не день, не два спорили дома, на работе, с друзьями, сослуживцами о том: „Простит она его или не простит?“»— Фёдор Решетников. Доброта и правда искусства
Главный художник журнала «Огонёк» В. Климашин писал о картине Григорьева в апреле 1954 года: «полотно, у которого и ценители, и неискушённые в живописи зрители, и противники художника — все стоят подолгу и тихо». Он, как и Решетников, отмечал, что если у зрителей возникали споры, то они шли «не о колорите и не о мазках». Зрители дискутировали о том, простит брошенная супруга своего бывшего мужа или нет. Климашин приводил в своей статье отзывы рядовых советских зрителей о картине:

- «Умная и нужная картина. Ещё не известно, простят ли возвратившегося, — и в этом сила».
- «Оставить такую семью, такую женщину мог только подлец или разложившийся человек. И я не знаю, прощать ли ему сразу».
- «Вообще, глядя на картину, я мог бы рассказать жизнь четырёх душ за последние два года».— В. Климашин. Вернулся

Уже в 50-е годы высказывались критические замечания в отношении изображения Сергеем Григорьевым образа отца. Искусствовед Т. Г. Гурьева в своей книге о творчестве художника, изданной в 1957 году, в целом положительно оценивая картину, писала:

«Вряд ли способствует жизненной убедительности полотна тот факт, что этот персонаж вызывает некоторую неприязнь уже в силу чисто физической характеристики. Полное, слегка обрюзгшее лицо, лысеющая голова, рыхлая фигура, облечённая в блестящее кожаное пальто, оставляющее впечатление чего-то скользкого, холодного… Такое решение образа нельзя не признать несколько внешним, тем более, что лицо отца мало выразительно, бедно чувствами. В его образе мы не находим черт, могущих быть опорой и оправданием для той любви, которую испытывала к нему жена, может быть, склонная даже и простить его не только ради семьи, но и ради него самого»— Т. Г. Гурьева. Сергей Алексеевич Григорьев
В своей книге о творчестве художника Карклинь упоминает организацию общественных диспутов по поводу картины. Произведение получило широкий отклик и в советских средствах массовой информации. Автору поступило большое количество писем на адрес редакции крупных журналов и газет, а также Третьяковской галереи, которая приобрела и выставила в своей постоянной экспозиции полотно художника. В мастерской художника хранилось долгое время несколько папок с отзывами об этой картине. Искусствовед М. А. Немировская в своём небольшом очерке «Тема современности в советской жанровой картине», анализируя полотно Григорьева «Вернулся», утверждает:

«Наши зрители не были избалованы картинами, в которых затрагивались темы семьи, быта. В основу образно-композиционной концепции картины положен принцип, который условно можно назвать принципом „инсценировки“. Все персонажи расставлены по строго определённым местам, каждому „поручена“ роль, которая исполняется, сопровождаемая жестами, мимикой, наиболее соответствующими заданному амплуа… Обращение художника к сложнейшей области человеческих чувств и переживаний заслуживает всяческого одобрения»— Немировская М. А. Тема современности в советской жанровой картине
М. А. Немировская выделяет в творчестве художника особую группу «конфликтных» картин, где сюжет строится вокруг некоего столкновения характеров и жизненных позиций героев, к которым относит как эту картину, так и картину «Обсуждение двойки».
В. А. Афанасьев в книге, посвящённой творчеству художника (издана на украинском языке), напротив, акцентирует именно колористическое мастерство Григорьева, проявленное в этой картине, а не мастерство построения композиции или сюжетных хитросплетений. Он отмечает, что колорит картины «Вернулся» интереснее и тоньше предшествующих произведений мастера. Он полностью подчинён художником задаче глубокой эмоционально-психологической характеристики героев и события в целом. Здесь, в отличие от других картин Григорьева, нет больших ярких пятен, а цвет каждого предмета не случаен, его характер и интенсивность обусловлены эмоциональной нагрузкой. По его мнению, картина «Вернулся», с точки зрения колористического решения, является редким образцом продуманности и соответствия общему замыслу. Так, тёмно-синяя форменная куртка, накинутая на плечи матери, оттеняет её печаль, а яркий коврик, на котором стоит детский сервиз, перекликается с образом девочки (на ней ярко-красный бант и красные штанишки) и показывает неуместность появления неприятного ей человека.
Афанасьев отмечал и некоторые недостатки картины: образ вернувшегося мужа решён, по его мнению, несколько однопланово, даже в некоторой степени традиционно, в изображении детских персонажей Григорьев проявил «не большую изобретательность и тонкость, чем это свойственно его прежним детским образам», фотографию жизнерадостной комсомолки и пятно от висевшего когда-то на стене портрета мужчины «нельзя признать много говорящими и достаточно художественными».
По-другому оценивал картину украинский искусствовед и художник Борис Лобановский (1926—2002) в коллективной книге «Реализм и соцреализм в украинской живописи советского времени: История. Коллекция. эксперимент», вышедшей в 1998 году. Он утверждал, что в творчестве Григорьева «воображаемая важность темы выполняла большую роль, чем сомнительная „жизненная“ ценность и была вполне безопасна… Он был почти характерным представителем „викторианско-мещанской“ идеологии, избегал смотреть в лицо страшной действительности последних сталинских лет». Умение использовать тему в конъюнктурных целях проявилось, по мнению украинского историка искусства, в картине «Вернулся» (1954), которая появилась в период кампании по борьбе с так называемой «бесконфликтностью» в советском искусстве. Сергей Григорьев, по мнению Лобановского, умело использовал требование официальной художественной критики того времени, чтобы «конфликты» были сугубо частными, без малейшего намека на критику «социалистической» действительности. Поэтому герой картины был «благодарным объектом» для справедливого осуждения. Лобановский, учитывая это, считал, что картина имеет «двойное дно». С ним не согласен другой украинский искусствовед Л. О. Лотиш, который считает, что с такой точки зрения можно осудить и Рембрандта за его картину «Возвращение блудного сына», а его соотечественников за обращение к жанру «натюрморт». По мнению этого искусствоведа, вечная тема «возвращения через покаяние», раскрытая Рембрандтом, заинтересовала Сергея Григорьева. Художник обратился к ней с позиции современного осмысления семейной драмы. В картинах «Возвращение блудного сына» и «Вернулся»,по мнению Лотиша, существуют некоторые аналогии эмоционально-психологических взаимосвязей участников действия, такие как раскаяние, осуждение, прощение, любопытство.
Искусствовед Л. Ю. Лемешко в своём пособии «Живопись. Курс лекций», настаивает, что смысловым центром в изобразительном искусстве следует считать ту часть композиции, которая несёт основную идейную нагрузку, воспроизводит замысел художника, а одна из важнейших задач, стоящих перед художником, заключается в том, чтобы с максимальной выразительностью выделить главное, подчиняясь при этом закону целостности. Выбор художником приёмов выделения обусловлен особенностями зрительного восприятия. Человек фиксирует своё внимание, прежде всего, на сильно действующих раздражителях. В картине Григорьева «Вернулся» Лемешко считает таким основным приёмом изображение поз героев полотна.
В пособии «Отечественное искусство от Крещения Руси до начала III тысячелетия», изданном в 2018 году, подчёркивается, что картины Сергея Григорьева «Вернулся», «Вратарь», «Приём в комсомол» и «Обсуждение двойки», «полюбились непритязательному зрителю достоверностью типажей и обстановки, похожестью ситуации, жизнеподобием». Ольга Юшкова в беседе на «Эхе Москвы» так отозвалась о картине: «Я даже не поняла: откуда, собственно, человек вернулся? Мне не приходило в голову, что речь идёт о возвращении в семью».

## Картина «Вернулся» в школьном образовании и медицине
Сюжетность и психологизм картины Григорьева позволяли использовать её в школьном преподавании, когда учитель давал ученикам задание описать происходящее на полотне или реконструировать события, предшествовавшие изображённой сцене. Через знакомство с картиной предлагалось также рассматривать основные принципы социалистического реализма как метода изображения окружающего мира (1956 год).
Нейропсихолог и нейролингвист Т. В. Ахутина во второй главе своей книге «Нейролингвистический анализ лексики, семантики и прагматики» изложил результаты исследований, опубликованных в 1968 году. Экспериментаторы в соответствии с теоретическими позициями Л. С. Выготского и А. Р. Лурии изучали речь больных афазией. В частности, описание одним из больных картины «Вернулся» иллюстрировало его трудности грамматического оформления высказывания.